# Yelinski
Yelinski (del ruso: Елинский) es un jútor del raión de Apsheronsk del krai de Krasnodar, en Rusia. Está situado en las vertientes septentrionales del Cáucaso Occidental, cerca de la orilla derecha del río Pshish, afluente del Kubán, 20 km al noroeste de Apsheronsk y 69 km al sureste de Krasnodar, la capital del krai. Tenía 63 habitantes en 2010.
Pertenece al municipio Tvérskoye.